# هارالد شولتز
هارالد شولتز هو عسكري لاتيفي، ولد في 10 نوفمبر 1895 في ريغا في لاتفيا، وتوفي في 15 مارس 1957 في لوبيك في ألمانيا.